# ینس پولور
ینس پولور (انگلیسی: Jens Pulver؛ زادهٔ ۶ دسامبر ۱۹۷۴) ورزشکار هنرهای رزمی ترکیبی و بوکسور اهل ایالات متحده آمریکا است. وی بین سال‌های ۱۹۹۹ تا ۲۰۱۴ میلادی فعالیت می‌کرد.